# Marc Mimram
Marc Maurice Mimram (Parigi, 6 febbraio 1955) è un architetto francese.
Le sue opere spaziano dalle infrastrutture complesse agli edifici pubblici, fino alle abitazioni private, distinguendosi per la capacità di coniugare innovazione tecnica, sensibilità estetica e attenzione al contesto urbano e paesaggistico.

## Formazione e carriera accademica
Mimram ha seguito una formazione interdisciplinare in ingegneria e architettura, completando i suoi studi in matematica e successivamente in filosofia. Ha conseguito un master in ingegneria strutturale presso l'Università della California, Berkeley e ha proseguito la propria formazione in architettura in Francia. Attualmente insegna alla École d'architecture de la ville & des territoires Paris-Est, dove promuove un approccio progettuale basato sulla sinergia tra struttura, materia e paesaggio. Accanto all'attività accademica, conduce una costante riflessione teorica sul progetto, pubblicando articoli e saggi, tra cui uno dedicato all'architetto Paul Chemetov, figura di riferimento nella cultura costruttiva francese.

## Pensiero progettuale
Mimram adotta un approccio progettuale ibrido, che integra razionalità ingegneristica e sensibilità poetica. Ritiene che ogni progetto debba rispondere alla specificità geografica, sociale e culturale del luogo, valorizzando la dimensione trasformativa dell'architettura più che l'integrazione mimetica. Sin dagli inizi della sua carriera ha operato prevalentemente come ingegnere strutturale, collaborando con importanti architetti, e ha osservato come spesso mancasse una piena comprensione del comportamento strutturale delle opere. Da tale esperienza deriva la sua concezione dell'architettura e dell'ingegneria come due discipline complementari, inscindibili.
Nel corso della sua attività ha collaborato con figure di spicco dell'architettura internazionale, tra cui Renzo Piano e Paul Chemetov. Queste collaborazioni hanno contribuito alla definizione di una visione interdisciplinare, fondata sull'idea che la conoscenza tecnica sia imprescindibile nel processo progettuale.
Per Mimram, la costruzione è un mezzo per trasformare il mondo. L'ingegneria non si limita alla dimensione strutturale, ma comprende anche i metodi di fabbricazione, la scelta dei materiali e le tecniche di messa in opera. In questo senso, la materia costruttiva, in particolare il calcestruzzo, assume un ruolo fondamentale nella sua poetica progettuale.

## Uso del cemento armato nell'opera di Mimram
Tra i materiali più utilizzati da Mimram vi è il cemento armato, spesso declinato anche nella variante calcestruzzo precompresso o ad alte prestazioni (HPC). Questo materiale consente la realizzazione di strutture leggere ma resistenti, capaci di coprire grandi luci e al contempo esprimere formalmente l'organizzazione delle forze interne. La possibilità di modellarlo in fase di getto, unita alla prefabbricazione, consente di ottenere forme complesse e superfici curate, adattabili al contesto architettonico e paesaggistico.
Tra le soluzioni tecnologiche adottate nei suoi progetti si segnalano l'uso di calcestruzzo fibrorinforzato, casseri sagomati per la creazione di texture e geometrie fluide, nonché l'impiego di elementi prefabbricati, in particolare per la realizzazione di ponti e passerelle, con un impatto positivo sui tempi e sulla qualità esecutiva.
Nella stazione TGV di Montpellier Sud de France, completata nel 2017 e progettata da Marc Mimram, l'uso del calcestruzzo armato fibrorinforzato ad altissime prestazioni (UHPFRC) rappresenta un elemento cardine dell'intervento. La copertura dell'edificio, costituita da 23 elementi modulari a doppia curvatura inversa — definiti “palme” dallo stesso progettista — è realizzata in UHPFRC bianchissimo, prefabbricato su casseforme metalliche. Ogni palma misura 18 metri di luce, è larga 2,4 metri e ha uno spessore variabile tra i 4 e i 6 centimetri. A queste si aggiungono quattro ulteriori varianti per i raccordi geometrici, anch'esse ripetute in serie. Gli elementi, autoportanti anche grazie alla post-tensione effettuata in opera, sono stati montati in due settimane con operazioni notturne, per non interferire con il traffico aereo del vicino aeroporto. Il disegno ondulato e modulare richiama, forse in modo involontario, le strutture in ferrocemento del Salone B del Lingotto di Torino di Pier Luigi Nervi. In entrambi i casi, la prefabbricazione ha consentito una significativa riduzione dei tempi di cantiere, mentre la forma resistente ha svolto una funzione strutturale e ambientale: la copertura di Montpellier è infatti traforata con fori rettangolari (variabili dall'8 al 25% di superficie in direzione nord-sud) che ottimizzano l'illuminazione naturale e la ventilazione passiva, grazie anche all'effetto camino attivato dai giunti di 7 cm tra gli elementi. Questo approccio ha valso alla copertura il primo premio nella categoria “Decorative Concrete” dell'ACI Excellence in Concrete Construction Awards nel 2018, riconoscimento che sottolinea l'innovazione tecnica e formale nell'uso del cls fibrorinforzato nell'opera di Mimram.
Nel pensiero di Mimram, il cemento è una materia che racconta la costruzione. L'aspetto grezzo del béton brut, ispirato alla tradizione di Le Corbusier, viene mantenuto a vista per valorizzare il processo costruttivo e il dialogo con la luce naturale. Le superfici in calcestruzzo riflettono l'ambiente, testimoniano le tecniche adottate e interagiscono con materiali naturali come l'acqua, la pietra e il legno.

## Estetica e poetica della materia
L'architettura, per Mimram, non deve imporsi sul paesaggio, ma armonizzarsi con esso. Le forme da lui progettate sono leggere, dinamiche, spesso scultoree, e negano la percezione convenzionale del calcestruzzo come materiale pesante. La luce gioca un ruolo centrale: nei progetti come il centro acquatico di Concarneau o la piscina di Bailly-Romainvilliers, è trattata come un vero e proprio materiale architettonico. La stazione TGV di Montpellier costituisce un ulteriore esempio della sua attenzione al disegno delle ombre e alla modulazione luminosa, a favore di un'atmosfera sensibile e misurata.

## Opere principali
- Ponte Hassan II sul fiume Bouregreg tra Rabat e Salé, in Marocco
- Passerella Solferino (oggi Passerelle Léopold-Sédar-Senghor), a Parigi
- Stazione TGV di Montpellier
- Centro acquatico di Concarneau
- Ponte pedonale sul fiume Isère a Grenoble.

## Onorificenze e riconoscimenti

### Onorificenze
- Cavaliere della Legion d'onore (decreto del 2 aprile 2010)
- Cavaliere dell'Ordine nazionale al merito (2004)
- Commendatore dell'Ordine delle arti e delle lettere (2019)
- Ufficiale dell'Ordine delle arti e delle lettere (decreto del 16 gennaio 2014)

### Premi
- Premio dell'Académie d'architecture: Medaglia d'argento per la ricerca e la tecnica (1994)
- Premio Équerre d'argent di architettura del Moniteur: Menzione speciale Équerre d'argent per la stazione di pedaggio di Éprunes sull'autostrada A5 (1995)
- Premio dell'APK: Associazione per la promozione dell'insegnamento e della costruzione in acciaio (1996)
- Premio Équerre d'argent di architettura del Moniteur: Équerre d'argent per la Passerella Solférino (oggi chiamata Passerella Léopold-Sédar-Senghor) a Parigi (1999)
- Premio europeo della costruzione metallica: per il viadotto di La Garde-Adhémar a Donzère (1999)
- Premio speciale «Les plus beaux ouvrages» organizzato dal Sindacato della costruzione metallica di Francia per i tralicci EDF (2000)
- Premio «Les plus beaux ouvrages» organizzato dal Sindacato della costruzione metallica di Francia, categoria «Opere d'arte», per la passerella sul canale Saint-Denis ad Aubervilliers (2002)
- Premio «Les plus beaux ouvrages» organizzato dal Sindacato della costruzione metallica di Francia, categoria «Opere d'arte», per la passerella sul Célé a Figeac (2004)
- Renault Traffic Design Award per la Passerella delle Due Rive che collega Strasburgo e Kehl sopra il Reno (2005)
- Premio speciale «Les plus beaux ouvrages» organizzato dal Sindacato della costruzione metallica di Francia per la piscina-pattinaggio Pailleron nel 19º arrondissement di Parigi (2006)
- Premio Aga Khan per l'architettura per il ponte Hassan II tra Rabat e Salé (2013)
- Gold Cup Demonstration Award per il ponte Zhong Sheng Da Dao a Sino-Singapore, Cina (2014)
- Trophées Eiffel d'architecture acier, categoria "Apprendere", per la Scuola nazionale superiore di architettura di Strasburgo (2015)
- ArchiDesignClub Award, categoria "Istruzione superiore e ricerca", per la Scuola nazionale superiore di architettura di Strasburgo (2015)
- Trophées Eiffel d'architecture acier, categoria "Superare", per la passerella Marcelle-Henry a Parigi (2019)
- Premio Équerre d'argent di architettura del Moniteur: Premio speciale della giuria per il Court Simonne-Mathieu del Roland-Garros a Parigi (2019)